# Lecanorchis flavicans
Lecanorchis flavicans är en orkidéart som beskrevs av Noriaki Fukuyama. Lecanorchis flavicans ingår i släktet Lecanorchis och familjen orkidéer.
Artens utbredningsområde är Nansei-shoto. Inga underarter finns listade i Catalogue of Life.